# Olrik
Pour les articles homonymes, voir Olrik (homonymie).
 (novembre 2019).
Le colonel Olrik est un personnage de fiction créé par Edgar P. Jacobs pour sa série de bande dessinée Blake et Mortimer. Il est le principal antagoniste du capitaine Francis Blake et du professeur Philip Mortimer.

## Fiche d'identité du personnage

### Identité
L'identité du colonel Olrik est totalement obscure ; on ne lui connaît que ce nom. Il se fait appeler Ilkor dans La Machination Voronov, une anagramme d'Olrik.

### Signalement
C'est un homme mince, fin et assez grand (un mètre quatre-vingt d'après un avis de recherche radiophonique français dans S.O.S. Météores). Ses cheveux sont noirs et lisses, le nez aquilin. Il porte une petite moustache fine taillée. Il fume quelquefois des cigarettes, avec un fume-cigarette. Il porte souvent un monocle à l'œil gauche dans la série animée dérivée de la bande dessinée.
Olrik présente un cas original d'auteur s'identifiant à l'antagoniste des héros de ses histoires, puisque son physique est assez inspiré de celui d'Edgar P. Jacobs lorsque ce dernier était jeune (ceci est visible en regardant la photographie en noir et blanc de l'auteur visible en quatrième de couverture des ouvrages). Cependant, Olrik a eu également pour modèle physique Henri Quittelier, le premier mari de Jeanne Faignart, la seconde épouse de Jacobs. Olrik a aussi des traits inspirés de ceux d'Errol Flynn[réf. souhaitée].

### Nationalité
La nationalité exacte d'Olrik est inconnue. Il en change aussi souvent que de lieu de résidence en fonction de sa situation et des nécessités. Il se décrit comme « un Occidental » dans Le Secret de l'Espadon. Le Bâton de Plutarque (qui n'a pas été écrit par Edgar P. Jacobs) le présente comme un spécialiste des langues slaves, possédant des références dans l'armée hongroise. Il y affirme avoir fui la Hongrie lors du rapprochement de cette dernière avec l'Allemagne nazie, ce qui sous-entend qu'il y a séjourné.

### Principaux traits de caractère
Olrik est l'incarnation parfaite de l’antagoniste qui est présumé disparu mais qui réapparaît à chaque fois pour se venger des héros. Homme d'action hors pair - d'où le fait qu'en de multiples occasions des volontés malveillantes fassent appel à ses services - le colonel est en même temps un personnage cultivé, ce qui lui sert lorsqu'il intrigue dans le vol d'objets d'arts en tout genre. 
C'est un homme des plus orgueilleux car il tient son intelligence en très haute estime. Il apprécie grandement les apparences et se comporte lui-même, souvent, de façon maniérée et distante. Il ne supporte pas la médiocrité. Le comportement souvent fruste ou inconstant de ses sbires n'est pas pour lui plaire et il est sujet à de nombreuses colères où il emploie volontiers un ton rude et cassant. Olrik est particulièrement doué pour les déguisements. Il en emploie de nombreux qui très souvent leurrent même Philip Mortimer ou Francis Blake.
S'il a de nombreux talents, il les utilise toujours à des fins criminelles. L'un de ses traits majeurs est sa fourberie : à moult reprises, il se travestit en figure amicale et sympathique derrière laquelle il dissimule ses agissements aussi longtemps que nécessaire, se préparant à frapper dans le dos. Son expression préférée est "Par l'enfer".
« Olrik est surtout un individualiste forcené, peu soucieux de voir le monde courir à sa perte, pourvu que son confort et son bien-être personnels n'en soient pas affectés. »
— La damnation d'Edgar Jacobs, page 125.

Dans une interview de 1967 accordée à Jean Alessandrini[réf. nécessaire], Jacobs donne encore ces quelques indices : 
« C'est un homme qui possède une solide culture générale. Son origine ethnique est indéterminée. Il est peut-être balte. Socialement, il est issu d'une bonne famille. […] Les membres de son entourage, Sharkey ou Razul, destinés à le faire valoir, ne sont que des repoussoirs, qu'il traite comme tels. Il les oublie dès qu'ils ne le servent plus et les remplace par d'autres… »

## Rôle dans chacun des albums

### Généralités
On sait que le colonel est recherché par toutes les polices du monde, notamment pour les crimes qu'il a commis quand il était au service de l'empereur Basam-Damdu lors de la troisième guerre mondiale narrée dans Le Secret de l'Espadon.
Bien que ses projets criminels soient souvent contrecarrés à temps, il arrive presque toujours à échapper à la justice. Ainsi, sans compter sa détention de quelques mois dans un goulag en URSS (La Machination Voronov, Les Sarcophages du 6e continent), Olrik a été incarcéré à au moins trois reprises dans trois pays différents: le pénitencier de Jacksonville aux Etats-Unis (L'Etrange Rendez-vous), la prison de Wandsworth au Royaume-Uni (Le Testament de William S.) et la Prison de la Santé en France (SOS Météores) mais parvient toujours à recouvrer sa liberté, deux fois en s'évadant grâce à l'aide de complicités extérieures (La Malédiction des trente deniers et l'Affaire du Collier) et une fois en négociant sa libération avec le MI5 en échange d'informations cruciales concernant des attaques terroristes à venir (Signé Olrik). 
Dans plusieurs albums et dès Le Mystère de la Grande Pyramide, il est accompagné par son fidèle lieutenant et homme de main Sharkey. Le malfrat Jack, ainsi que Razul et Youssef, sont aussi de ses séides.
Olrik apparaît dans tous les albums de Blake et Mortimer, à l'exception de deux d'entre eux. 
- Dans Le Piège diabolique (1960), le seul antagoniste est le professeur Miloch ; Olrik est alors détenu à la prison de la Santé, à la suite de son arrestation dans S.O.S. Météores (1958). Il ne sortira de sa geôle que dans l'album suivant, L'Affaire du collier (1963).
- Dans Le Serment des cinq Lords, la même raison explique l'absence d'Olrik. D'un point de vue temporel, ce récit, en ce qu'il se déroule à la fin de l'année 1954, s'insère entre L'Étrange Rendez-vous (lequel se déroule en octobre 1954), à la fin duquel le bandit a été arrêté par le FBI, et La Malédiction des trente deniers (septembre 1955), dans lequel on assiste à son évasion spectaculaire.

### Seconde guerre mondiale
Olrik est visible dans Le Bâton de Plutarque (dont l'action se déroule au printemps 1944). L'histoire le présente travaillant pour l'armée britannique à Bletchley Park où les messages de l'armée allemande sont décryptés. Il y est déjà présenté comme très imbu de sa personne.
En effet, il étale sa culture et ses connaissances devant son auditoire (dont Blake et Mortimer qui assistent ainsi à leur première rencontre avec lui). Il se présente comme un champion d'échecs polyglotte, fin connaisseur des langues slaves, comprenant sans difficultés plusieurs langues d'Europe de l'Est. Il a servi dans l'armée hongroise d'où son grade de Colonel - qu'il emploiera par la suite. Il affirme avoir rejoint l'Angleterre par conviction politique. 
En réalité, Olrik est à la fois un agent double et un agent dormant. Il est à la tête du réseau européen des services secrets de Basam-Damdu, l'empereur du Tibet. Aidé par deux frères jumeaux infiltrés dans l'armée britannique, Olrik dévoile autant qu'il peut aux forces de l'Axe les plans des Alliés. Cette volonté de freiner la fin de la Seconde Guerre mondiale est le but recherché de ses actions. En effet, son maître prévoit une invasion mondiale et prépare en secret une technologie massive et redoutable, qu'il emploiera à la fin du conflit avec les Nazis, en 1945.

### Troisième guerre mondiale
En 1946, lorsque la Troisième Guerre mondiale se produit, Olrik est chef du 13e bureau et conseiller militaire de l'empereur Basam-Damdu (Le Secret de l'Espadon). Son but est de trouver le capitaine Francis Blake et le professeur Philip Mortimer pour empêcher la construction de l'Espadon, avion à propulsion nucléaire, à laquelle s’attellent les deux personnages. Olrik apparaît dès la première planche de l'album, avant même les deux protagonistes principaux. Dès lors, le colonel Olrik ne cessera de croiser sur sa route les deux héros. Dans la seconde partie du Secret de l'Espadon, il se fait passer pour un prisonnier des jaunes sous la fausse identité de Donald Bell, ingénieur à l'Atomic Energy Comission. Il s'infiltre alors dans la base secrète de Makran où sont construits les Espadons. Il y sabotera plusieurs installations avant de s'enfuir en scaphandre et de prendre de commandement de l'armée attaquant la base. À la suite de la destruction de celle-ci face aux Espadons pilotés par Blake et Mortimer, il en réchappe et rejoint rapidement Basam-Damdu. On croit qu'il périt lors du bombardement de la base de Lhassa par une escadrille d'Espadons, qui entraîne la chute définitive de l'Empire Jaune. Dans le premier tome de La Vallée des Immortels, Olrik sort indemne des ruines du palais impérial et profite du chaos ambiant pour monnayer ses services auprès du seigneur de la guerre Xi-Li afin d'aider ce dernier à s'emparer d'un manuscrit lui permettant d'asseoir son pouvoir sur l'Empire du Milieu. Dans Le Dernier Espadon, il est au service de l'IRA et de leurs alliés - d'anciens SS - qui se méfient de lui et l'enferment avec Mortimer et Nasir ; il finira par s'enfuir en hélicoptère en compagnie de ces derniers, sautant en parachute avant le crash de l'appareil.

### Pillage de tombes en Égypte
Trois ans après la fin du conflit, Olrik est devenu le chef d'une organisation criminelle qui agit en Égypte, tentant de retrouver la tombe et le trésor du Pharaon Akhénaton (Le Mystère de la Grande Pyramide). C'est un des deux seuls albums où il travaille à son propre compte (avec L'Affaire du collier). Travaillent sous ses ordres des antagonistes récurrents, comme le benzendjas Razul ou encore Sharkey. Il se trouve une nouvelle fois confronté à son adversaire de guerre, le professeur Mortimer, qui ne s’est rendu originellement au Caire que pour assouvir sa passion pour l’égyptologie. Quand il apprendra que Francis Blake, de l’Intelligence Service, est sur le point de se rendre lui aussi en Égypte pour participer à la lutte contre son réseau, le colonel planifie l’assassinat du capitaine. Il charge de cette tâche un tueur particulièrement compétent, qu’on ne connaîtra que sous le nom de Jack (qu’on retrouvera dans l’Affaire Francis Blake). Cependant, ce dernier échoue dans sa mission;  et Blake rejoint Mortimer sur le territoire égyptien. Les deux amis, avec l’aide de la police égyptienne et du commissaire Kamal, mettent l’organisation de pillage hors d’état de nuire. Lorsque la villa où la bande était planquée est prise d’assaut par les forces de l’ordre, Olrik parvient à passer entre les mailles du filet, en se déguisant sous les traits du propriétaire de cette villa, le collectionneur Grossgrabenstein. À la fin de l’aventure, dans les profonds sous-sols de la pyramide de Khéops, il subit la malédiction du cheik Abdel Razek, et perd la raison.

### Cobaye de l'onde Méga

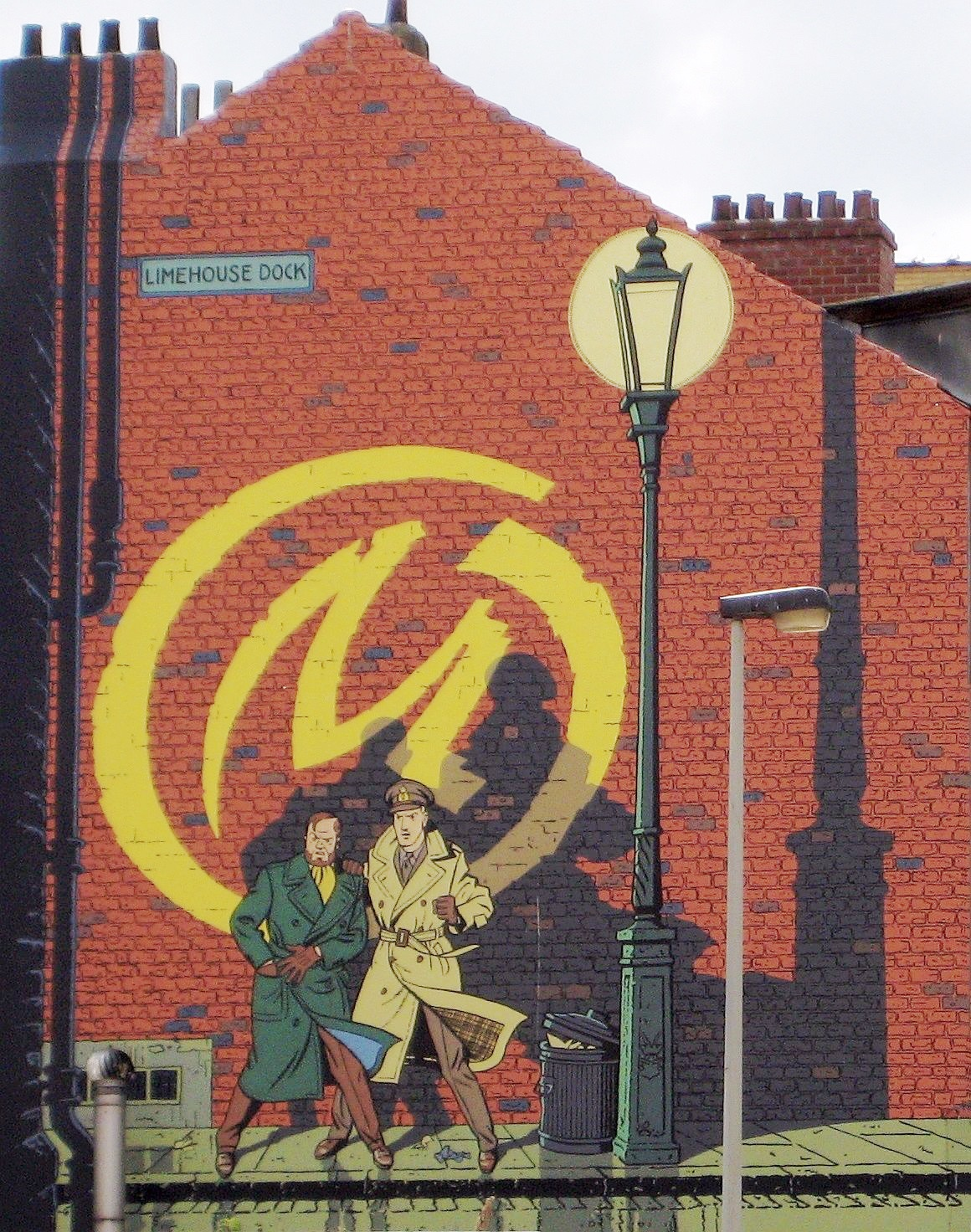
La Marque jaune, fresque murale située rue du Houblon à Bruxelles, Belgique.

Errant quelque temps dans le désert africain, Olrik est recueilli, au Soudan, par le professeur Jonathan Septimus, lequel le prend sous sa coupe et le ramène au Royaume-Uni. Le docteur, l’ayant surnommé Guinea Pig, le transforme en instrument humain d’expérience. En tant que premier cobaye du télécéphaloscope, c’est Olrik qui, sous sa cape noire et ses lunettes à vision infrarouge, sera la main de la Marque jaune, laquelle terrorise Londres en décembre 1952 (La Marque jaune). À la fin de l’album, Mortimer, par le prononcé de la même formule (« Par Horus demeure ») que celle du cheik Abdel Razek quelques années plus tôt, libère Olrik, non seulement de l’emprise psychologique du cheik, mais aussi de l’Onde Méga. Dès qu’il retrouve la lucidité, l’aventurier se débarrasse de Septimus. Interrompu par l’irruption de Scotland Yard dans le laboratoire, il n’a pas le temps d’en faire de même de Mortimer. S'il parvient à s’enfuir, in extremis, par les égouts de Londres il reste encore sous le choc mental de ses dernières aventures et c'est dans l'Onde Septimus que l'on va apprendre comment son esprit a été libéré. Mais en se sacrifiant contre l'entité de l'Orphéus, il finit dans un état aphasique et est interné à l'asile Bedlam. Dans Le Cri du Moloch, aidé par Mortimer et la formule du cheik Abdel Razek, il retrouve ses esprits puis disparaît après avoir éliminé la menace extra-terrestre.

### Rôle dans les albums deJean Van Hamme
Un an après l'affaire de L'Onde Septimus, Olrik aide une puissance étrangère ennemie du Royaume-Uni à monter un réseau d'espionnage (L'Affaire Francis Blake) qu'il dirige sous le nom d'Archibald Templeton. À la fin de l’album, lequel se déroule au mois de juin 1954, il s’échappe à nouveau, aux commandes d’un petit hydravion dont il a pris les commandes quelques instants avant l’arrivée des SAS à Ardmuir Castle, au nord de l’Écosse.
Il reprend l’uniforme qu’il portait pendant la guerre pour revenir au service de l'empereur Basam Damdu, aidé par des hommes du LXXXIe siècle, qui souhaitent faire exploser une bombe H dans l’Ouest américain (L'Étrange Rendez-vous). Nous sommes alors en octobre 1954. Le FBI, ayant eu vent de la présence du malfaiteur sur le territoire américain, fait appel à Blake pour que le capitaine du MI5 aide le Federal Bureau dans la traque d’Olrik. Le colonel est effectivement arrêté par le FBI quelques minutes avant le désamorçage de la bombe nucléaire par le professeur Mortimer. À la fin de cet album, l’aventurier préférait faire exploser la charge atomique sur l’immense barrage du Hoover Dam, plutôt que d’être capturé par la police fédérale. Olrik est interné au pénitencier de Jacksonville. 
En 1955, le comte Von Stahl, ancien officier SS, le fait évader à l'aide d'un commando en hélicoptère de cette prison, afin que le bandit travaille à son compte dans la recherche des trente deniers de Judas. À la fin de cet album (La malédiction des Trente deniers), il disparaît au fond d’une crevasse en tentant d'achever Blake et Mortimer à coups de mitraillette, mais en ressort vraisemblablement après le départ de ces derniers.

### Activités archéologiques dans les Açores
Dans l'archipel des Açores, Olrik est au service d'un gouvernement intéressé par la découverte d'orichalque (L'Énigme de l'Atlantide). Grimé en Senhor Luis, il dupe Blake et Mortimer. Une fois au sein de la cité de l'Atlantide, il se met au service des Barbares, ennemis des Atlantes. À la fin de l'album, il cherche désespérément une issue au monde souterrain. Une fois de plus, il s’en sortira. Comme le dit si justement le capitaine Blake à la page 40 du Mystère de la Grande Pyramide, « les mauvaises herbes ont la vie dure ». Étant donc parvenu à regagner la surface de l’océan Atlantique — on ignore par quel moyen —, l’aventurier est ensuite recruté par les services secrets soviétiques.

### Au service des Soviétiques
En 1957, Olrik, sous l'anagramme d'Ilkor, est passé à la solde du KGB (La Machination Voronov). Il tente d'empêcher les services secrets britanniques de se procurer la mortelle bactérie Z, puis de trouver un remède à cette dernière. Il finit prisonnier des Britanniques, mais un accord est conclu selon lequel il sera échangé avec Nastasia Wardynska, agente infiltrée chez l’ennemi et prisonnière du KGB soviétique. Trois mois plus tard, la nuit de l’échange (début octobre 1957) qui se déroule de part et d'autre d’un pont marquant la frontière entre les deux Allemagnes, Olrik se jette dans les eaux froides de l’Elbe pour échapper à une captivité au Goulag. 
En 1958, Olrik est utilisé à nouveau comme arme, à l'instar de la Marque Jaune, par la princesse Gita, fille de l'empereur indien Açoka. À la fin de l’aventure Les Sarcophages du 6e continent, et ce que les lecteurs n’apprennent que dans l’album suivant (Le Sanctuaire du Gondwana), l’esprit du colonel a rejoint l’enveloppe charnelle de Mortimer. Il rentre donc au Royaume-Uni dans la peau de son ennemi de toujours, et en se faisant passer devant tous pour le professeur. Il se lance alors sur la piste d'une civilisation fantastique dont le berceau semble niché dans les entrailles du cratère du Ngorongoro, non loin du lac Victoria en Afrique de l'Est. Capturé, ainsi que le Benzendjas, par les deux héros en fin d’album après qu'il a révélé sa vraie identité, il est embarqué à bord du Flying Yacht de Lord Archibald qui quitte l’Afrique. Au cours du vol, le professeur Labrousse lui administre une dose de sédatif avant de l’immerger dans un des sarcophages placés en soute de l’appareil. Mortimer entre, lui, dans l’autre sarcophage, et les deux personnages réintègrent chacun leur corps. À la suite de ces péripéties, le colonel est incarcéré dans une prison britannique, dans laquelle on le retrouve dans Le Testament de William S.. 

### Incarcération au Royaume-Uni dans la prison de Wandsworth
Capturé par les autorités occidentales à la fin de l'album Le Sanctuaire du Gondwana, le colonel Olrik purge sa peine dans la Prison de Wandsworth à Londres. 
Sur instruction du comte d'Oxford, Olrik dirige depuis sa cellule, en août 1958, une opération visant à récupérer une œuvre inédite de William Shakespeare. Toutefois, l'opération échoue et les hommes de main d'Olrik rejoignent ce dernier dans la prison à la fin du récit (Le Testament de William S.). 
Quelques mois plus tard, durant le printemps 1959,  Olrik négocie sa libération avec le capitaine Francis Blake en échange de la fourniture de renseignements sur les opérations terroristes planifiées par un groupe d'indépendantistes des Cornouailles, dont des complices sont incarcérés dans la même cellule que le colonel. Olrik embarque sur un ferry pour traverser la Manche mais quitte discrètement le bateau au cours de la traversée en sautant à la mer avec un équipement de plongée. Il rejoint ensuite un bateau à bord duquel l'attendent des complices. A la fin de l'album, il est en liberté et adresse une lettre à ses ennemis Blake et Mortimer (Signé Olrik).

### Activités criminelles en France
En région parisienne, Olrik participe à une organisation internationale provoquant des catastrophes climatiques dans les pays occidentaux afin de faciliter une invasion militaire (soviétique, peut-on supposer) grâce aux travaux du professeur Miloch. L'organisation est dirigée par le mystérieux général. C'est sous l'identité de Per Henrik Quarnstron (monsieur Henri) qu'Olrik intervient dans S.O.S. Météores. Il est arrêté à la fin de l’album et incarcéré à la prison de la Santé. Il mettra à profit cette période de détention pour parfaire ses connaissances en archéologie parisienne, ce jusqu'à ce que son lieutenant Sharkey organise son évasion. Celle-ci a lieu au début de l'Affaire du collier : au cours du transfert du criminel vers le palais de justice de Paris pour une confrontation avec Blake et Mortimer, le camion cellulaire stoppe au-dessus d’une plaque d’égout dans un embouteillage volontairement provoqué, Olrik et ses complices disparaissent dans les catacombes du sud de Paris. Quelques jours plus tard, il semble s’emparer du collier de la reine de France Marie-Antoinette. À la fin de l’album, sa planque, ancien poste de commandement de la Résistance situé passage des Postes dans le 5e arrondissement, est investie par les hommes du commissaire Pradier. Après une violente fusillade, l’ensemble de la bande est arrêté, y compris Sharkey, mais Olrik n'était pas là lors de l’intervention. Une nouvelle tentative de capture dans le parc Montsouris échoue elle aussi. Le colonel parvient à quitter l'Île-de-France et à s’évaporer. Néanmoins, le collier qu'il a emporté avait été remplacé peu avant par Blake et Mortimer par un faux, et son forfait a de nouveau échoué.
On le retrouve en Russie dans Huit Heures à Berlin, ourdissant avec les soviétiques du GRU un complot visant à remplacer le président Kennedy par un sosie parfait ou Doppelgänger lors de la venue de John F. Kennedy à Berlin. L'opération étant un échec à la suite de l'intervention de Blake et Mortimer, il est finalement arrêté par les forces armées françaises sur l'aéroport de Tegel à Berlin ouest.
Par la suite il s'évadera de nouveau, mais les faits et les circonstances ne sont pas encore connus.
Quelques années plus tard, Olrik est agent du « Groupe Scorpio », une organisation criminelle qui tente de s'emparer, au Japon, des découvertes du cybernéticien Akira Satō (Les 3 Formules du professeur Satō).

### Mort
À la fin de l'album Les 3 Formules du professeur Satō, l'hélicoptère qui transporte Olrik est percuté par le Samurai, le robot volant conçu par le professeur Satō. L’hélicoptère explose en plein vol tandis que le robot désemparé s'écrase sur le sous-marin pirate qui devait permettre aux bandits de s’échapper. Les débris métalliques s’étant abîmés dans la mer du Japon, il est à présumer qu’Olrik, Kim et Sharkey ont péri corps et âmes dans la catastrophe. A la fin du double épisode dans la série, le cyborg à l'image du professeur Sato coule le sous-marin d'Olrik, tuant tout le monde. Mais Olrik et Sharkey enfilent des combinaisons de plongée et réussissent à s'échapper.  
Même si le second tome de ce diptyque n'a pas été terminé par Edgar P. Jacobs (décédé en 1987) et a été publié à une époque à laquelle l'on ignorait encore si la série aurait une suite (1990), cet album demeure celui qui relate les événements les plus tardifs dans les aventures de Blake et Mortimer. En effet, tous les albums de reprise de la série parus depuis 1996, tant ceux scénarisés par Jean Van Hamme ou Yves Sente que ceux écrits plus récemment par Jean Dufaux ou Jean-Luc Fromental et José-Louis Bocquet se déroulent à une époque antérieure à celle des évènements relatés dans Les 3 Formules du professeur Satō.  C'est pourquoi l'on peut supposer qu'Olrik est bien mort dans cette explosion d'hélicoptère survenue au dessus de la mer du Japon. 
Dans la série télévisée, Olrik meurt à la fin du double épisode Le Testament de l'alchimiste tandis que Sharkey et Sarah prennent la fuite.